# Geranomyia deleta
Geranomyia deleta är en tvåvingeart som först beskrevs av Alexander 1937.  Geranomyia deleta ingår i släktet Geranomyia och familjen småharkrankar. Inga underarter finns listade i Catalogue of Life.